# Walther SP22
Die Walther SP22 ist eine Sportpistole im Kaliber .22 l.r. die von der Firma Carl Walther hergestellt wird.
Sie wurde speziell für den Schießsport entwickelt mit Schwerpunkt auf modularem Aufbau und günstigem Anschaffungspreis.
Dabei nutzt sie in ihrer Konstruktion viele Möglichkeiten des Wettkampfreglements aus.

## Eigenschaften
Hochbeanspruchte Teile wie z. B. der Lauf sind aus Stahl gefertigt. Er befindet sich zusammen mit anderen Systemteilen, zum Beispiel dem Verschluss, in einem geschlossenen Gehäuse aus Aluminium, das komplett abnehmbar ist. Zwei verschieden lange Läufe (4"/6") sind als Wechselsystem umbaubar. Weniger beanspruchte Teile sind aus Kunststoff gefertigt. Insgesamt hat die SP22 damit ein geringes Gewicht.
Eine Besonderheit ist der austauschbare Griff der Pistole. Er kann ohne waffenrechtliche Bedeutung gewechselt werden, da er keinerlei mechanische Teile enthält. So kann mit der Pistole wahlweise einhändig mit einem Sportpistolengriff oder beidhändig mit einem "üblichen" Pistolengriff geschossen werden. Der Pistolengriff ist dabei für Links- und Rechtshänder gleichermaßen geeignet.
Durch auswechselbare Picatinny-Schienen an Ober- und Unterseite lassen sich viele Anbauteile ohne Probleme an der Waffe anbauen. Pistolen-Zielfernrohre und Reflexvisiere können so an der oberen Picatinny-Schiene angebracht werden.
Für die untere Picatinny-Schiene ist ein Laser im passenden Design zur Pistole lieferbar (Kauf und Besitz in Deutschland verboten). Kimme und Korn sind gegen eine Fiber-Optik-Visierung austauschbar. Zur Reduzierung der Schussgeräusche ist ein Schalldämpfer anbaubar.
Das Magazin fasst zehn Patronen und wird von unten durch den Griff in die Pistole eingeführt.
Für spezielle Disziplinen (ISSF) ist ein fünf-schüssiges Magazin lieferbar.
Die Achse des Laufes liegt bei dieser Pistole sehr tief. Der Abstand der Handoberkante von der Laufachse ist auf das minimal zulässige Maß reduziert. Diese beiden Faktoren bewirken eine geringe Drehmomententstehung bei der Schussabgabe und damit ein geringeres Verziehen.

## Varianten

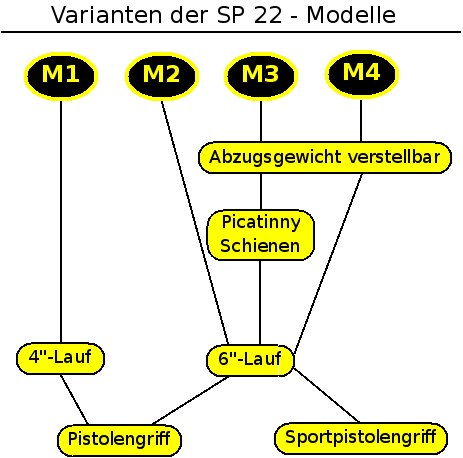
Varianten der SP22-Modelle

Durch den modularen Aufbau der Waffe kann jede Modellvariante in jedes andere Modell umgebaut werden. Dabei sind beliebige Kombinationen möglich. Die vier Modelle unterscheiden sich in einigen wesentlichen Punkten (vgl. nebenstehende Abbildung). Der Aufwand beim Umbau zu einem anderen Modell ist teilweise erheblich und erfordert dann handwerkliches Geschick.